# Parevander nobilis
Parevander nobilis là một loài bọ cánh cứng trong họ Cerambycidae.